# Juan Manuel Hernández-Campoy
Juan Manuel Hernández-Campoy (ur. 1967 w Molina de Segura) – hiszpański językoznawca, specjalista w dziedzinie socjolingwistyki. Jego zainteresowania badawcze obejmują socjolingwistykę, dialektologię oraz historię języka angielskiego.

## Życiorys
W 1991 r. ukończył filologię angielską na Uniwersytecie w Murcji. W 1992 r. uzyskał licencjat na podstawie pracy British Sociolinguistics: An Introduction to the Work of Professor Peter Trudgill. Doktoryzował się na tej samej uczelni w 1996 r., na podstawie rozprawy Geográfica de las Innovaciones Sociolingüísticas en los Acentos del Reino Unido.
W latach 1992–1999 był adiunktem w Katedrze Filologii Angielskiej na Uniwersytecie w Murcji, w latach 1999–2009 profesor (profesor titular). Objął stanowisko profesora socjolingwistyki angielskiej (catedrático de sociolingüística inglesa).
Autor bądź współautor publikacji książkowych z zakresu językoznawstwa. Autor artykułów na łamach czasopism naukowych (w tym „Language in Society”, „Journal of Sociolinguistics”, „International Journal of the Sociology of Language”).

## Wybrana twórczość
Jest autorem licznych publikacji z zakresu socjolingwistyki, dialektologii i historii języka angielskiego. Można wśród nich wymienić:
- British Sociolinguistics (1993)
- A History of the English Language II: Middle and Early Modern English (współautorstwo, 1998)
- Geolinguistics (1999)
- Methodology of Sociolinguistic Research (współautorstwo, 2005)
- Sociolinguistics and the History of English: Perspectives and Problems (współautorstwo, 2005)
- Dictionary of Sociolinguistics (współautorstwo, 2007)
- The Handbook of Historical Sociolinguistics (współautorstwo, 2012)
- Style-shifting in Public: New Perspectives on Stylistic Variation (współautorstwo, 2012).
- Sociolinguistic Styles (2016)